# تروي إدواردز (لاعب كرة قدم أمريكية)
تروي إدواردز (بالإنجليزية: Troy Edwards)‏ هو لاعب كرة قدم أمريكية أمريكي، ولد في 7 أبريل 1977 في شريفبورت في الولايات المتحدة.

## وصلات خارجية
- تروي إدواردز على موقع مرجع كرة القدم المحترفة.كوم (الإنجليزية)